# So Long (Ten Tonnes)
So Long is de vierde ep van de Britse singer-songwriter Ten Tonnes. De ep werd op 30 juni 2021 uitgebracht onder het label Silver Heart Records.

## Tracklist
| Nr.          | Titel                          | Duur  |
| ------------ | ------------------------------ | ----- |
| 1.           | "Everything You Got"           | 3:36  |
| 2.           | "Go"                           | 3:33  |
| 3.           | "Forget It"                    | 2:23  |
| 4.           | "Girl Are You Lonely Like Me?" | 3:04  |
| Totale duur: | Totale duur:                   | 12:36 |